# Wadi Zikt
El Wadi Zikt (en árabe: وادي زكت‎, romanizado: Wādī Zikt) es un valle o río seco, con caudal efímero o intermitente, que fluye casi exclusivamente durante la temporada de lluvias, situado al noreste de los Emiratos Árabes Unidos, en el Emirato de Fuyaira.
Forma su propia cuenca hidrográfica, que abarca un área aproximada de 92 km², que limita al norte y al oeste con la del Wadi Basseirah / Al Maksar; al sur con la del Wadi Wurayah; y al este con las pequeñas cuencas del Wadi Sharm y Wadi al Huwaybit / Wādī Liḩwе̄biţ.
El wadi principal, que da nombre a toda la cuenca hidrográfica, es el Wadi Zikt, con numerosos afluentes y subafluentes que en conjunto representan un número aproximado de 295 arroyos independientes, la mayoría sin nombre conocido, clasificados todos ellos en cinco grados o niveles de acuerdo con la numeración Horton-Strahler, formando una importante red de drenaje dendrítico, que tiene una longitud total de 434 kilómetros.

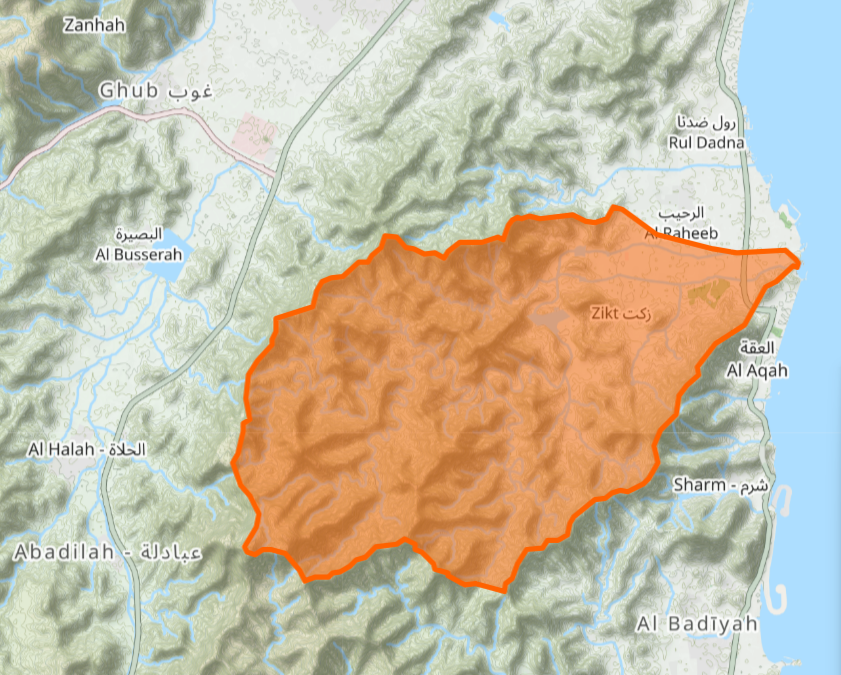
Cuenca de drenaje del Wadi Zikt. Incluye todos sus afluentes y la zona de la cuenca hidrográfica aguas abajo de la presa, hasta su desembocadura en el Golfo de Omán

Si se agrega al Wadi Zikt propiamente dicho, una parte de su afluente principal de cuarto grado, por la izquierda; un segmento de un subafluente de tercer grado por la derecha; y ya en el curso alto otros dos subafluentes de segundo y primer grado, conforme a la numeración Horton-Strahler, la longitud total del wadi resultante es de 31 kilómetros, lo que sitúa su fuente de origen más elevada a una altitud de 1.020 m s.n.m., en la vertiente norte y a muy corta distancia de la cima del Jabal Dad, también conocido como Jabal Adhan, con (1.054 m s. n. m.).
En su trayectoria forma cauces profundamente excavados y gruesas terrazas de grava, y zigzaguea entre las escarpadas colinas del macizo de Shimayyliyah, de escasa elevación, compuestas casi en su totalidad de harzburgita, con un relieve muy empinado y accidentado, que generalmente culmina en cimas rocosas y estrechas. La harzburgita se desgasta fácilmente en la superficie de la tierra, y las laderas, que tienen poca vegetación, a menudo están llenas de pequeñas astillas erosionadas, que provocan ascensos traicioneros.
A diferencia de su vecino del sur, el Wadi Wurayah, de tamaño similar, conocido por su cascada permanente y sus gargantas húmedas río arriba, en el Wadi Zikt aún no se ha descubierto agua superficial permanente.

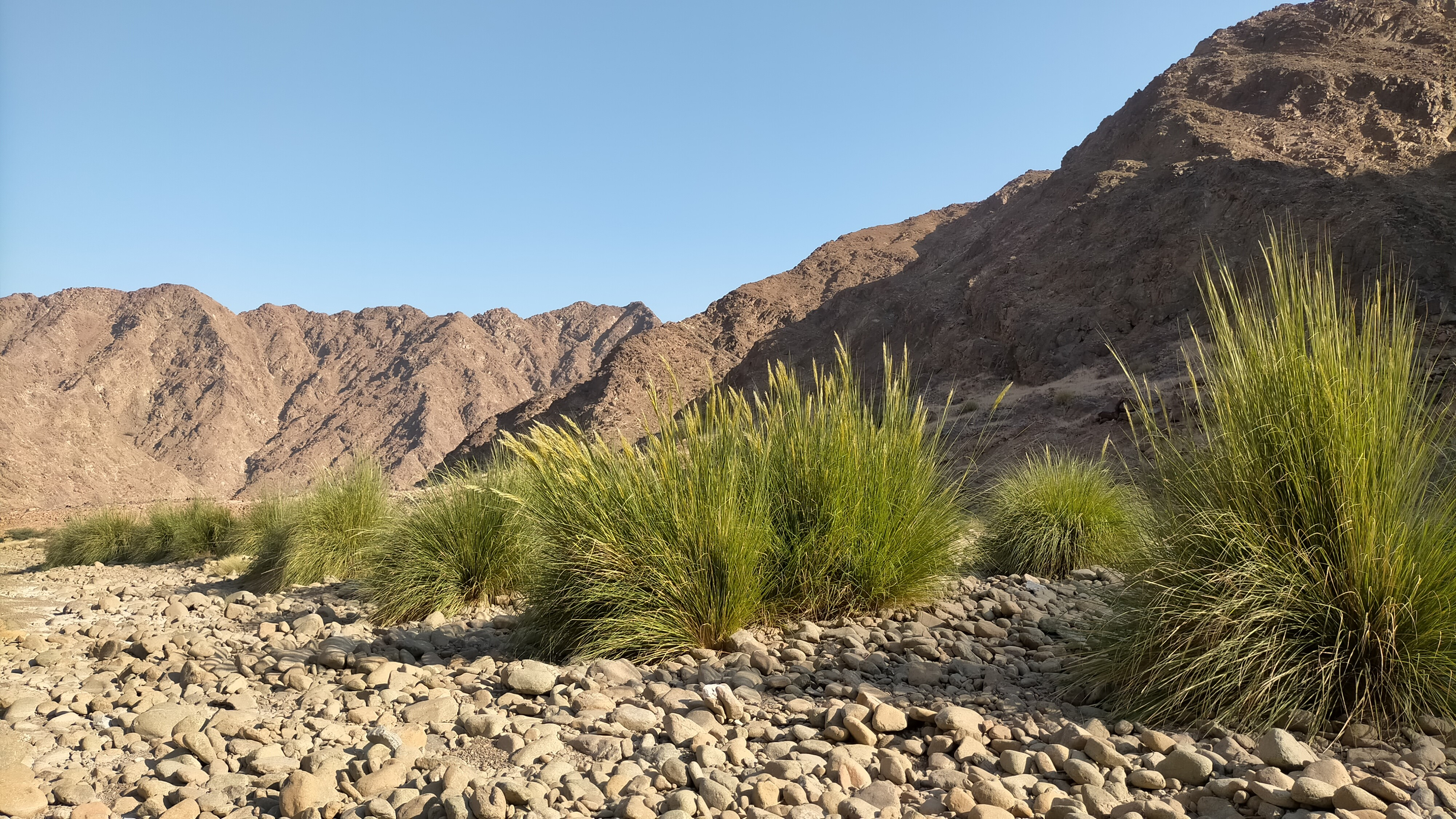
Escasa vegetación en el curso bajo del Wadi Zikt

En su curso bajo a través del amplio abanico que forma la llanura aluvial de Sayh Dadna / Sayḩ Ḑadnā, y en el área de su desembocadura en el Golfo de Omán, el cauce del Wadi Zikt  se ha visto transformado en los últimos años, y desviado de su trayectoria natural, por la construcción de presas y canales, y por la extensión de las áreas urbanas costeras con nuevas urbanizaciones, ampliación de las zonas de cultivo y carreteras.

## Presas y embalses
Como en otras regiones de los EAU, la zona costera de Fuyaira se ve ha visto ocasionalmente afectada por lluvias inusualmente intensas e inundaciones.
Para prevenir el peligro de inundaciones repentinas y aumentar el potencial de recarga de aguas subterráneas, se construyó en 1992, en el cauce del Wadi Zikt, una presa, de 18 metros de altura, con un embalse de 1,6 km² y capacidad de 3,5 millones de metros cúbicos, denominada oficialmente Zikt / Al Rahib Dam (coordenadas: 25°30′40″N, 56°17′57″E), aunque algunos medios la denominan Al Owais Dam. Quinientos metros al este de la presa, en el costado derecho del embalse, se abrió en la roca un canal de unos 150 metros de ancho, como medio para garantizar que los niveles de agua no desborden y destruyan la estructura del dique, a través del cual se liberan las aguas del embalse, retomando su cauce río abajo de la presa.

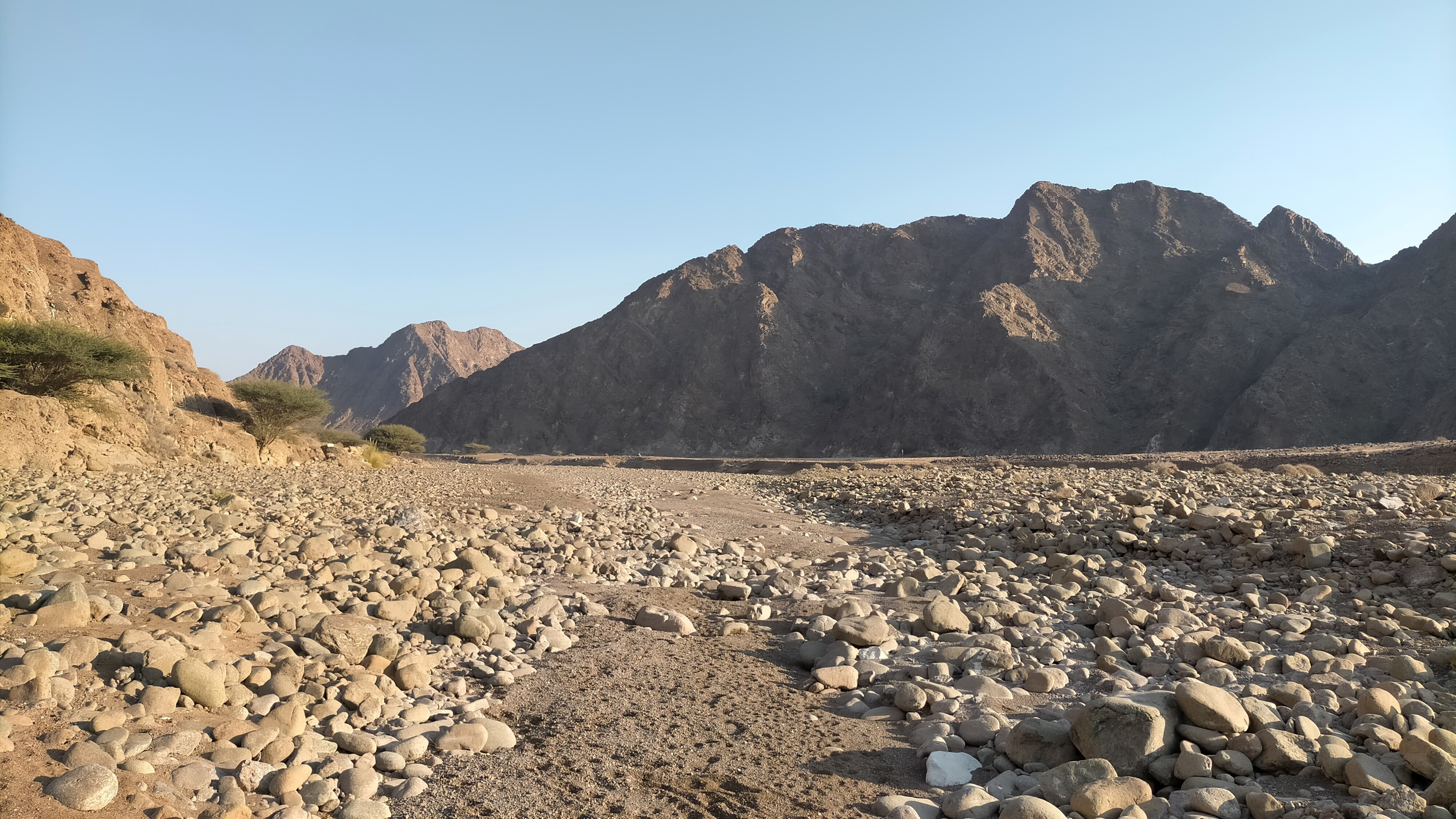
Curso bajo del Wadi Zikt, poco antes del embalse de la presa principal (Wadi Zikt Dam)

También en 1992 se construyeron tres barreras de gaviones, a fin de captar los desbordes de la presa principal, el Wadi Zikt -1 (Breaker), de 330 m de largo y 5,3 m de alto (coordenadas: 25°31′32″ N, 56°18′50″ E) y el Wadi Zikt -2 (Breaker), de 162 m de largo y 2,6 m de alto (coordenadas: 25°31′31″ N, 56°19′12″ E), y un tercero de 50 m de largo y 1,9 m de alto.
En 2002 se desvió una parte del curso del Wadi Zikt, por la derecha del cauce, 1,3 kilómetros aguas abajo de la presa principal, para formar un efluente o distributario que permitiera repartir las aguas en caso de inundación, generando un embalse adicional, y se construyó en ese efluente otra presa más, de 8 metros de altura, con un embalse de 0,03 km² y capacidad de 0,052 millones de metros cúbicos, denominada Dadnah Dam (coordenadas: 25°31′7″N, 56°18′50″E).

## Estudios arqueológicos
No existe evidencia de la existencia de antiguas poblaciones o aldeas en el curso medio y alto del Wadi Zikt. Es un área despoblada y casi virgen.
Sin embargo, en el curso bajo del wadi, ya en la llanura aluvial de Sayh Dadna / Sayḩ Ḑadnā, a 1,5 kilómetros al este de la presa y a solo 350 metros al sur de la cima del Jabal Zikt (247 m s.n.m.), se encuentran las ruinas de la antigua aldea de Zikt, que han sido valladas y cerradas al público como yacimiento arqueológico. 
En este lugar se han encontrado inscripciones cúficas y huellas de pies, y es una potencial fuente de nuevos hallazgos arqueológicos.

## La zona montañosa protegida, el Parque Nacional, el sitio Ramsar y la Reserva de la Biosfera
Aunque con excepción de los alrededores de la presa, la cuenca hidrográfica del Wadi Zikt no se ha visto afectada por la masiva afluencia de turistas y visitantes, las autoridades del Emirato de Fuyaira decidieron en 2009 incorporar la mayor parte de esta cuenca, especialmente la zona sur, a la denominada zona montañosa protegida, a fin de proteger la integridad ecológica de este ecosistema de agua dulce; excluir la explotación u ocupación que no sea compatible con los fines de conservación del espacio natural; y proporcionar una base para la realización de investigaciones científicas, y actividades educativas y recreativas compatibles con la conservación del medio natural, adoptándose las siguientes medidas:
- En 2009, un Decreto emitido por el Gobierno de Fuyaira, declaró zona montañosa protegida una extensa área de 219 kilómetros cuadrados,[21] perteneciente al Emirato de Fuyaira, que comprende la mayor parte de las cuencas hidrográficas del Wadi Wurayah y del Wadi Zikt; así como los tramos superiores de la cuenca y subcuencas vecinas del Wadi Siji, del Wadi Abadilah (perteneciente a la cuenca del Wadi Basseirah / Al Maksar) y otros, en calidad de zona de amortiguación.[11][22]

- En noviembre de 2010, la misma zona fue declarada sitio Ramsar de los Emiratos Árabes Unidos.[23] Aunque la inclusión en la Convención de RAMSAR sobre humedales no garantiza por sí misma la protección, con esta declaración la zona quedó incorporada a la lista de sitios del mundo reconocidos como de “importancia internacional” (Secretaría de la Convención de Ramsar, 2006).[24]

- En enero de 2013 la municipalidad de Fuyaira estableció con los mismos límites anteriores, el denominado Parque Nacional Wadi Wurayah (omitiendo en su título el nombre del Wadi Zikt que sin embargo aporta una parte considerable de la superficie del parque), y en diciembre de 2013 lo cerró al público para permitir la rehabilitación, el desarrollo y la restauración de su flora y fauna.[25] Desde entonces, la zona sigue cerrada al público, para actividades de ocio o recreativas.

- En julio de 2018, la Organización de las Naciones Unidas para la Educación, la Ciencia y la Cultura (Unesco) designó la zona como Reserva de la Biosfera.

- En 2022, el Parque Nacional Wadi Wurayah de Fujairah (omitiendo nuevamente el nombre del Wadi Zikt), se inscribió en la lista provisional de nominaciones de EAU para el obtener la calificación de Patrimonio de la Humanidad de la UNESCO.[26]

## Toponimia
Nombres alternativos: Wadi Zikt, Wādī Zikt, Wadi Ziqt, Wādī Al Ghе̄l.
El nombre del Wadi Zikt (con la grafía Wādī Zikt), sus afluentes, montañas y poblaciones cercanas, quedaron registrados en la documentación y mapas elaborados entre 1950 y 1960 por el arabista, cartógrafo, militar y diplomático británico Julian F. Walker, durante los trabajos efectuados para el establecimiento de fronteras entre los entonces denominados Estados de la Tregua, completados posteriormente por el Ministerio de Defensa del Reino Unido, en mapas a escala 1:100.000 publicados en 1971.
También consta, con la grafía Wadi Zikt, en el mapa publicado en 1957 por el Cuerpo de Ingenieros del ejército estadounidense.
En el Atlas Nacional de Emiratos Árabes Unidos consta con la grafía Wādī Al Ghе̄l.

## Población
El área del Wadi Zikt estuvo poblada principalmente por la tribu sharquiyín o sharqiyin, correspondiendo a la sección tribal de Hamudiyin / Hamūdiyīn.
En la obra del diplomático e historiador británico John Gordon Lorimer, publicada en 1908 Gazetteer of the Persian Gulf, Oman and Central Arabia, se hace referencia a Dadna / Dhadnah, en la desembocadura del Wadi Zikt, describiéndolo como un pueblo situado en la costa, 15 millas al norte de Khor Fakkan, con 50 casas Sharqiyin; que cuenta con 3 embarcaciones de pesca, unos cuantos camellos y burros, 100 vacas, 100 ovejas y cabras, y alrededor de 500 palmeras datileras.